# 3・3が9イズ
『3・3が9イズ』（さざんがクイズ）は、1970年6月7日から1971年9月26日までTBS系列局で放送されていた朝日放送製作のクイズ番組である。放送時間は毎週日曜 18:30 - 19:00 （日本標準時）。
前番組『白頭巾参上』から引き続きタイガー魔法瓶工業（現・タイガー魔法瓶）の一社提供で、タイトルに「タイガーショー」を冠していた。

## 概要
アメリカ合衆国の人気クイズ番組『ハリウッド・スクエア』をモチーフにしたクイズ番組。紅白2チームに分かれた一般からの参加者たちが9人いる芸能人解答者たちの中から1人を選び、その解答者が出した解答がウソかホントかを答えながら三目並べの要領で陣取りをし、自分の色が縦・横・斜めのいずれかに3つ並ぶと勝ち抜きとなった。
司会は若山弦蔵が務めていたが、若山は声のみの出演で顔出しをせず、別にいる女性進行役が進行を担当していた。
『ハリウッド・スクエア』をモチーフとしたクイズ番組は当番組終了後も世界各地で放送された。日本では1979年7月から1980年3月までは『うそつきクイズ』、1980年4月から同年9月までは『クイズ スクエア』、同年11月から1981年3月までは『逆転クイズ スーパービンゴ』を日本テレビで放送した。

## 出演者

### 司会
- 若山弦蔵 - 基本的に声のみでの出演。最終回で顔を見せた。

### 進行
- 前期：松任谷国子
- 後期：末広真季子

### 解答者
- レギュラー：野末陳平 - 「テレビだからウソは言えない！」が口癖。
- 丹下キヨ子
- 中村晃子
- 森乃福郎
- ほか

## 賞金
1. 10,000円
2. 20,000円
3. 40,000円
4. 80,000円
5. 160,000円
6. 320,000円
7. 640,000円
8. 1,280,000円

9人勝ち抜きからは賞金は増えず、替わりにカラーテレビや海外旅行などの賞品を獲得となった。また3枚ストレートで1列が完成して勝ち抜きの時は、これとは別に「パーフェクト賞」が贈られた。
| 朝日放送制作・TBS系列 日曜18:30枠            | 朝日放送制作・TBS系列 日曜18:30枠                                                                      | 朝日放送制作・TBS系列 日曜18:30枠                |
| 前番組                                       | 番組名                                                                                                 | 次番組                                           |
| -------------------------------------------- | --- | ------------------------------------------------ |
| 白頭巾参上 （1969年10月5日 - 1970年5月31日） | タイガーショー 3・3が9イズ （1970年6月7日 - 1971年9月26日） 【本番組までタイガー魔法瓶工業一社提供枠】 | ふしぎなメルモ （1971年10月3日 - 1972年3月26日） |